# Parafia Zmartwychwstania Pańskiego w Wiłkomierzu
Parafia Zmartwychwstania Pańskiego – parafia prawosławna w Wiłkomierzu, powstała w 1839. Należy do dekanatu kowieńskiego eparchii wileńskiej i litewskiej Rosyjskiego Kościoła Prawosławnego.

## Historia
Powstanie parafii było związane z rozwojem miasta Wiłkomierza z racji jego położenia na szlakach drogowych łączących Wilno, Kowno i Petersburg. W mieście osiadła wtedy duża grupa Rosjan, zaś inni przedstawiciele tej narodowości często zatrzymywali się w nim w czasie podróży na ziemie litewskie. W 1839 została z tego powodu powołana parafia prawosławna i wzniesiona wolnostojąca drewniana cerkiew. Jej budynek szybko jednak stał się zbyt mały, by pomieścić wszystkich wiernych. W związku z tym Świątobliwy Synod Rządzący podjął decyzję o adaptacji na nową cerkiew popijarskiego kościoła, zrujnowanego w czasie powstania listopadowego, a następnie zamkniętego po jego upadku. Kościół został odremontowany, przebudowany w stylu ruskim, zaś 1 października 1869 poświęcony na cerkiew pod wezwaniem Świętej Trójcy. W tym samym dniu miała miejsce ceremonia poświęcenia drugiej cerkwi, wojskowej świątyni Zmartwychwstania Pańskiego. 
W czasie I wojny światowej parafia zawiesiła działalność, gdyż całe duchowieństwo i wielu prawosławnych Rosjan udało się na bieżeństwo. W latach 20. parafia liczyła ok. 500–600 osób. Od 1929 działało przy niej towarzystwo zajmujące się działalnością charytatywną zrzeszające 35 osób, zarówno narodowości rosyjskiej, jak i litewskiej. Parafia działała normalnie również w czasie II wojny światowej, do wejścia Armii Czerwonej do Wiłkomierza. W 1951 należało do niej ok. 300 osób. Władze stalinowskie znacjonalizowały cały majątek parafii poza niewielkim ogrodem. 
Obecnie parafia liczy ok. 200 osób.